# Deisterfreunde
Deisterfreunde (Eigenschreibweise Deisterfreun.de) ist ein gemeinnütziger Verein mit Sitz in Barsinghausen in Niedersachsen, dessen Mitglieder Mountainbikesport betreiben. Der Verein unterhält seit 2012 in Zusammenarbeit mit der Region Hannover und den Niedersächsischen Landesforsten drei genehmigte Downhill-Trails im Höhenzug Deister bei Hannover.

## Ziele
Der Verein setzt sich für die Förderung und die Professionalisierung des Mountainbikesports ein. Ziel ist es, das im Deister bestehende Wegenetz für den Bikesport zu erhalten und mehr offizielle Strecken zu betreiben. Dies soll langfristig ein attraktives und vielseitiges Angebot an offiziellen Strecken ermöglichen, was den Bau illegaler Trails überflüssig macht.

## Geschichte

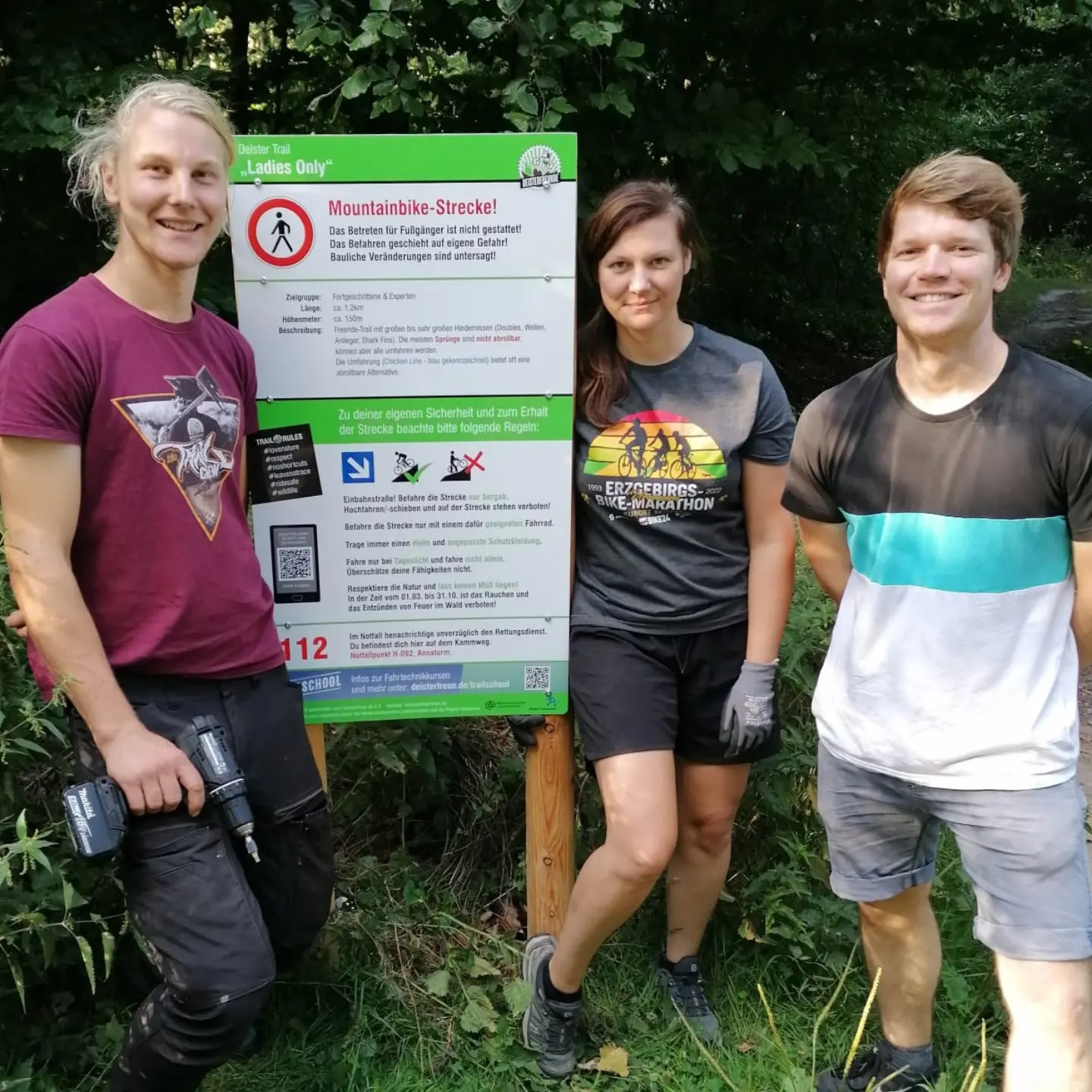
Mitglieder der Deisterfreunde vor dem „Ü30 Trail“

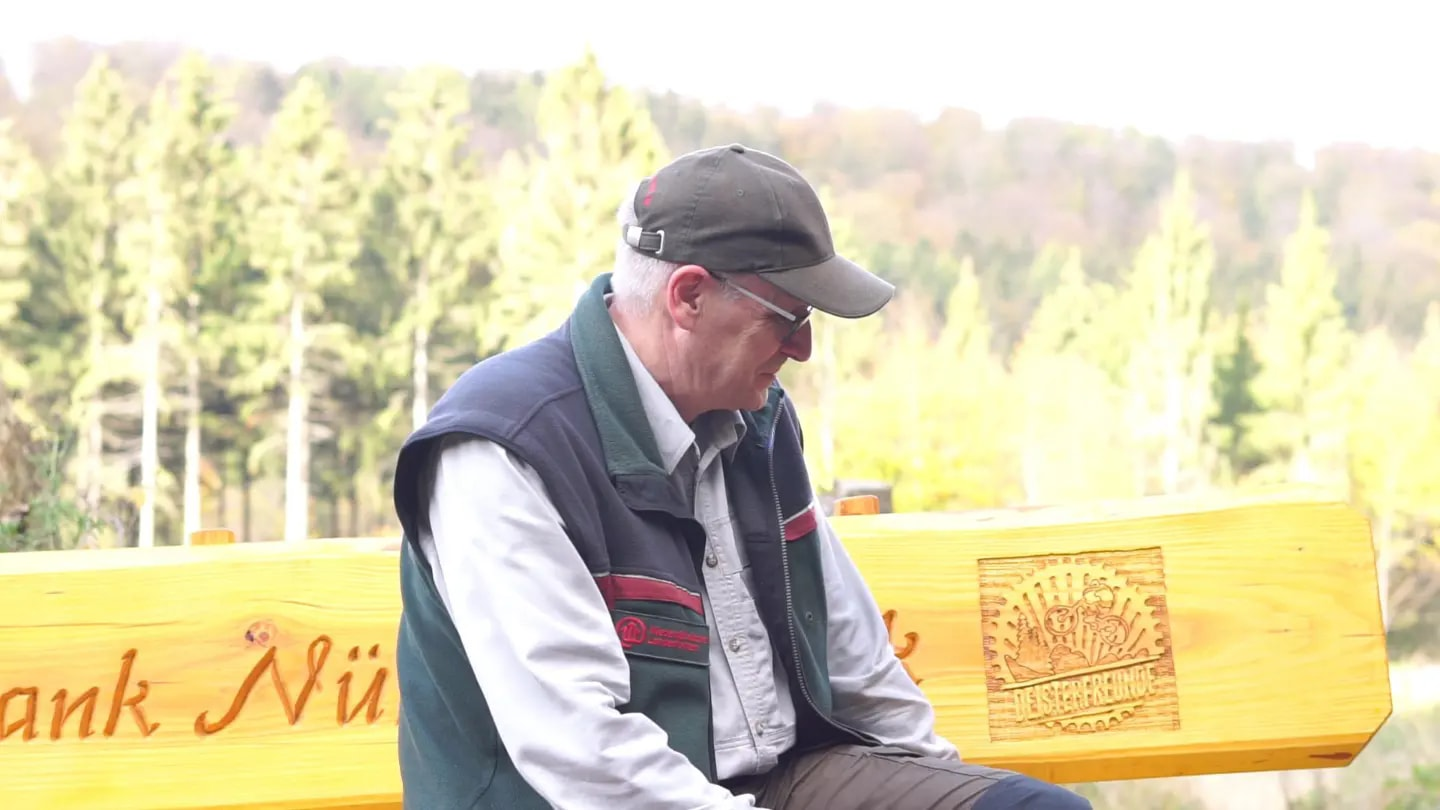
Revierförster Frank Nüsser auf einer Bank am Rande einer der Vereinsstrecken. Die Bank wurde ihm als Dank für die langjährige Zusammenarbeit mit dem Verein gewidmet.

Auf Initiative von Vertretern der Region Hannover und Mountainbikern wurde im Jahr 2009 erstmals ein runder Tisch ins Leben gerufen, um eine Einigung im Streit zwischen Waldbesitzern, Kommunen, Naturschützern und Bikern um die zahlreichen Mountainbikestrecken im Deister zu erreichen. Nach ersten Treffen im Oktober 2011 gründete sich der Verein „Deisterfreun.de“ am 16. März 2012 mit knapp 80 Mitgliedern. Ziel der Vereinsgründung war es, mit Genehmigung der Region Hannover und der Niedersächsischen Landesforsten als Eigentümerin der Waldflächen die angelegten drei Trails in Betrieb zu nehmen und zu versichern. Durch attraktive Strecken, mediale Präsenz, Veranstaltungen wie den Members Race Day (Vereinsrennen), Nachwuchsförderung, Angebote für Anfänger und aufgrund der jahrelangen Zusammenarbeit mit den Landesforsten wuchs der Verein rasch auf ein Vielfaches der ursprünglichen Mitgliederzahl an.
Das Fahren mit dem Mountainbike im Deister wird seit jeher kontrovers diskutiert. Trotz des starken Wachstums der Mitgliederzahlen und des Mountainbikesports in der Region, insbesondere während der COVID-19-Pandemie ab 2020, wurden seither keine weiteren offiziellen Strecken ausgewiesen. Laut dem Verein besteht die Notwendigkeit, weitere Trails zu legalisieren, um den Sport auf diese Strecken kanalisieren zu können. Infolge des anhaltenden Medieninteresses wurden in einem strg-F - Beitrag des NDR vom 7. Juni 2022 die Auswirkungen der Zusammenarbeit zwischen den Deisterfreunden und dem zuständigen Revierförster Frank Nüsser veranschaulicht. Am 16. November 2022 verkündete der Verein die Zusagen für weitere offizielle Strecken und die Zusammenarbeit mit den Städten Rodenberg und Bad Nenndorf.

## Kritik
Ein Vertreter der NABU-Ortgruppe Barsinghausen äußerte 2023, dass er das 2012 begonnene Vorhaben mit drei legalen Trails das Mountainbikefahren in umweltverträglicher Weise zu kanalisieren, für gescheitert hält. Seiner Einschätzung nach habe die Zahl der illegale Trails seither noch zugenommen. Er habe von Vereinsangehörigen der Deisterfreunde erfahren, dass auch sie illegale Trails benutzen.